# Bert Olmstead
Murray Albert "Bert" Olmstead, född 4 september 1926 i Sceptre, Saskatchewan, död 16 november 2015 i High River, Alberta, var en kanadensisk professionell ishockeyspelare och ishockeytränare. Olmstead spelade som vänsterforward för Chicago Black Hawks, Montreal Canadiens och Toronto Maple Leafs i NHL åren 1948–1962. Efter spelarkarriären tränade han NHL-laget Oakland Seals säsongen 1967–68.
Bert Olmstead vann Stanley Cup fem gånger: fyra fånger gånger med Montreal Canadiens och en gång med Toronto Maple Leafs. Han bästa säsonger poängmässigt i NHL var 1954–55 och 1955–56 då han ledde ligan i assists.
Olmstead valdes in i Hockey Hall of Fame 1985.

## Statistik
USHL = United States Hockey League

### Spelare
| 1944–45    | Moose Jaw Canucks    | S-SJHL       | 16  | 0   | 3   | 3   | 8   | 4   | 2  | 0  | 2  | 8   |
|            | Moose Jaw Canucks    | M-Cup        | —   | —   | —   | —   | —   | 17  | 10 | 8  | 18 | 18  |
| 1945–46    | Moose Jaw Canucks    | S-SJHL       | 18  | 24  | 19  | 43  | 32  | 4   | 0  | 1  | 1  | 6   |
| 1945–46    | Moose Jaw Canucks    | Memorial Cup | —   | —   | —   | —   | —   | 8   | 2  | 8  | 10 | 6   |
| 1946–47    | Kansas City Pla-Mors | USHL         | 60  | 27  | 15  | 42  | 34  | 12  | 2  | 3  | 5  | 4   |
| 1947–48    | Kansas City Pla-Mors | USHL         | 66  | 26  | 26  | 52  | 42  | 7   | 1  | 4  | 5  | 0   |
| 1948–49    | Chicago Black Hawks  | NHL          | 9   | 0   | 2   | 2   | 4   | —   | —  | —  | —  | —   |
| 1948–49    | Kansas City Pla-Mors | USHL         | 52  | 33  | 44  | 77  | 54  | 2   | 0  | 1  | 1  | 0   |
| 1949–50    | Chicago Black Hawks  | NHL          | 70  | 20  | 29  | 49  | 40  | —   | —  | —  | —  | —   |
| 1950–51    | Chicago Black Hawks  | NHL          | 15  | 2   | 1   | 3   | 0   | —   | —  | —  | —  | —   |
| 1950–51    | Milwaukee Seagulls   | USHL         | 12  | 8   | 7   | 15  | 11  | —   | —  | —  | —  | —   |
| 1950–51    | Montreal Canadiens   | NHL          | 39  | 16  | 22  | 38  | 50  | 11  | 2  | 4  | 6  | 9   |
| 1951–52    | Montreal Canadiens   | NHL          | 69  | 7   | 28  | 35  | 49  | 11  | 0  | 1  | 1  | 4   |
| 1952–53    | Montreal Canadiens   | NHL          | 69  | 17  | 28  | 45  | 83  | 12  | 2  | 2  | 4  | 4   |
| 1953–54    | Montreal Canadiens   | NHL          | 70  | 15  | 37  | 52  | 85  | 11  | 0  | 1  | 1  | 19  |
| 1954–55    | Montreal Canadiens   | NHL          | 70  | 10  | 48  | 58  | 103 | 12  | 0  | 4  | 4  | 21  |
| 1955–56    | Montreal Canadiens   | NHL          | 70  | 14  | 56  | 70  | 94  | 10  | 4  | 10 | 14 | 8   |
| 1956–57    | Montreal Canadiens   | NHL          | 64  | 15  | 33  | 48  | 74  | 10  | 0  | 9  | 9  | 13  |
| 1957–58    | Montreal Canadiens   | NHL          | 57  | 9   | 28  | 37  | 71  | 9   | 0  | 3  | 3  | 0   |
| 1958–59    | Toronto Maple Leafs  | NHL          | 70  | 10  | 31  | 41  | 74  | 12  | 4  | 2  | 6  | 13  |
| 1959–60    | Toronto Maple Leafs  | NHL          | 53  | 15  | 21  | 36  | 63  | 10  | 3  | 4  | 7  | 0   |
| 1960–61    | Toronto Maple Leafs  | NHL          | 67  | 18  | 34  | 52  | 84  | 3   | 1  | 2  | 3  | 10  |
| 1961–62    | Toronto Maple Leafs  | NHL          | 56  | 13  | 23  | 36  | 10  | 4   | 0  | 1  | 1  | 0   |
| NHL totalt | NHL totalt           | NHL totalt   | 848 | 181 | 421 | 602 | 884 | 115 | 16 | 43 | 59 | 101 |

### Tränare
M = Matcher, V = Vinster, F = Förluster, O = Oavgjorda, P = Poäng
| Lag           | Säsong  | Grundserie | Grundserie | Grundserie | Grundserie | Grundserie | Grundserie | Slutspel |
| Lag           | Säsong  | M          | V          | F          | O          | P          | Resultat   | Resultat |
| ------------- | ------- | ---------- | ---------- | ---------- | ---------- | ---------- | ---------- | -------- |
| Oakland Seals | 1967–68 | 64         | 11         | 37         | 16         | (47)       | 6:a i West | –        |

## Meriter
- Stanley Cup – 1952–53, 1955–56, 1956–57 och 1957–58 med Montreal Canadiens. 1961–62 med Toronto Maple Leafs.
- Vinnare av NHL:s assistliga – 1954–55 och 1955–56